# Joshua Heath Sobey

Joshua Heath Sobey (1860er Jahre)

Joshua Heath Sobey (häufig auch abgekürzt: J.H. Sobey; * 16. Dezember 1843 in Polperro, Cornwall/England; † 5. November 1910 in Watkins Glen, Schuyler County/New York) war ein baptistischer Geistlicher und Missionar auf den Westindischen Inseln sowie in Zentralamerika.
Mit Sobeys Namen verbunden sind unter anderem die baptistischen Pionierarbeiten auf den Kaimaninseln, in Costa Rica, in Siedlungen an der zentralamerikanischen Küste sowie in Arbeiterlagern während des Baus des Panamakanals. In einem Nachruf heißt es, dass sein Wirken die „unmittelbare Ursache für die Gewährung religiöser Freiheit in diesen Regionen“ gewesen sei.

## Leben

Sobeys ins Deutsche übersetzte Beschreibung der Insel Cayman Brac

Joshua Heath Sobey entstammte einer seit vielen Generationen in Cornwall ansässigen Familie. Er war das einzige Kind des Ehepaares Thomas Sobey (1817–1901) und Elizabeth Heath (1819–1887). Er wuchs in der Grafschaft Cornwall auf, aus der auch seine spätere Ehefrau Elizabeth Anne Pearce (1843–1930) stammte. Die beiden heirateten im Jahr 1866 in Lanteglos-by-Fowey/Cornwall. Aus ihrer Ehe gingen fünf Kinder, eine Tochter und vier Söhne, hervor: Rachel Annie (1867–1888), Joshua C. (1868–?), Sidney H. (1870–1872), Wilfred Heath (1876–1934) und Milville M. (1878–1960)
Sobey, der ursprünglich den Methodisten angehört hatte, konvertierte noch vor seinem Theologiestudium zu den Baptisten. Nach Abschluss seiner Ausbildung wirkte er in mehreren Baptistengemeinden verschiedener kornischer Orte, darunter in der Gemeinde von Helston. Im Jahr 1882 fragte die englische Baptist Missionary Society (BMS; deutsch: Baptistische Missionsgesellschaft) bei ihm an, ob er bereits sei, die vakante Pastorenstelle an der Zweiten Baptistenkirche (heute Calvary Baptist Church) an der Montego Bay auf der damals noch britischen Kolonie Jamaika zu übernehmen. Sobey nahm den Ruf an, verließ England und schiffte sich mit seiner mit seiner Familie im Februar 1883 nach Jamaika ein.

### Jamaika und Kaimaninseln
Sobey verblieb fünf Jahre an der Montego Bay. Sein Dienst bezog sich aber nicht nur auf die örtliche Gemeinde. Im Auftrag der Jamaica Baptist Missionary Society (JaBMS) sondierte er 1885 die religiöse Lage auf den Kaimaninseln, insbesondere auf Cayman Brac. Dort stieß er auf einige Baptisten afroamerikanischer Herkunft, die kleine Gemeinden gegründet hatten und nach 1870 sogar einen übergemeindlichen baptistischen Zusammenschluss, die Baptist Association of Churches, gegründet hatten. Er empfahl der Missionsgesellschaft, Missionare auf die Kaimaninselns zu entsenden, um den Aufbau und das Wachstum der dortigen Gemeinden zu fördern. Die JaBMS griff die Empfehlung Sobeys auf und beauftragte zwei Missionare, mit einer Arbeit unter Sobeys Begleitung zu beginnen. Sobey fertigte auch eine Beschreibung der Inselverhältnisse an, die von verschiedenen landeskundlichen Fachzeitschriften sowohl auszugsweise als auch ganz nachgedruckt wurden. Unter diesen Zeitschriften war auch die deutschsprachige Wochenschrift Das Ausland.

### Costa Rica
Ein weiterer Erkundungsauftrag der JaBMS führte ihn 1887 an die Ostküste Zentralamerikas. Er untersuchte die geistliche Situation dieser Region und riet nach seiner Rückkehr der Missionsgesellschaft, mit einer baptistischen Gemeindegründung in Puerto Limón/Costa Rica zu beginnen und mit ihr eine Ausgangsbasis für die baptistische Missionsarbeit in Mittelamerika zu schaffen. Die anschließenden Beratungen führten zu dem Entschluss, Sobey selbst und einen weiteren Pionier nach Costa Rica auszusenden. Bereits im Dezember 1888 konnte Sobey die Gründung der First Baptist Church Puerto Limon, der zweiten evangelischen Kirchengemeinschaft im römisch-katholisch geprägten Costa Rica überhaupt, nach Jamaica melden. Zwar bestand das Gründungskomitee aus lediglich sechs Mitgliedern, die Gemeinde zählte aber nach nur einem Jahr 23 gläubig getaufter Männer und Frauen. Ihre Sonntagsschule wurde von rund 40 Kindern besucht. Ein Missionshaus, die Casa Misionera Bautista, wurde errichtet. In der oberen Etage lag die Wohnung der Familie Sobey, die untere Etage beherbergte Büros für die Missionsarbeit sowie Räumlichkeiten für Missionare. Im 2001 veranstaltete das puerto-ricanische Ministerium für Kultur, Jugend und Sport einen Wettbewerb mit der Überschrift „Rettet unser architektonisches Erbe“. Enos Brown Richards, Mitglied der Baptistengemeinde Limon, startete in diesem Rahmen kurz danach eine Aktion zur Restaurierung des Ende der 1880er Jahre erbauten Missionshauses, das inzwischen stark abgängig war. Das Projekt nannte er zu Ehren des baptistischen Pioniers „Project Sobey Missionary House“ oder auch „Proyecto Sobey 2001“. Die Restaurationsarbeiten des ersten Missionshauses wurden vom erwähnten Ministerium begleitet und finanziert. Im Jahr 2003 erfolgte die Wiedereröffnung.

### Panama
Im Jahr 1907 folgte Sobey dem Ruf der Isthmain Canal Commission, die beim Bau des Panamakanals beschäftigten Arbeiter als „Chaplain“ seelsorgerlich zu betreuen. Neben seinem Dienst in den Arbeiterkolonien begann er mit dem Aufbau der ersten panamaischen Baptistengemeinde, die sich 1910 als Colon Baptist Church konstituierte und sich später den Namen First Isthmian Baptist Church of Christobal zulegte. Sie wurde zur Muttergemeinde praktisch aller Baptistengemeinde auf der Atlantikseite Panamas. Erfolgreich war ihre Missionsarbeit unter englischsprachigen Migranten, die sich Gottesdienste in ihrer Muttersprache wünschten.

### Lebensende
Im Mai 1910 musste Sobey sich einer Operation unterziehen. Weder sie noch ein anschließender Klinikaufenthalt brachten die gewünschte Gesundung. Als sich herausstellte, dass seine Krankheit nicht heilbar war, zog Sobey zu seinem Sohn, dem Baptistenprediger Wilfred Heath, nach Watkins Glen, wo er auch verstarb. Der Trauergottesdienst fand in der Baptistenkirche Watkins Glen statt. Die Beisetzung erfolgte auf dem Friedhof Highland Cemetery in Odessa (Schuyler County, New York). Seine Ehefrau Elizabeth Anne, die ihn um zwanzig Jahre überlebte, wurde neben ihm bestattet.